# Sì, signor generale
Sì, signor generale (Top Secret Affair) è un film del 1957 diretto da H.C. Potter.
È una commedia romantica statunitense con Susan Hayward, Kirk Douglas e Paul Stewart. È liberamente ispirata al romanzo Melville Goodwin, U.S.A. di John P. Marquand (già adattato nel 1952 per la televisione in un episodio della serie antologica Pulitzer Prize Playhouse).

## Produzione
Il film, diretto da H.C. Potter su una sceneggiatura di Roland Kibbee e Allan Scott con il soggetto di John P. Marquand (autore del romanzo), fu prodotto da Martin Rackin e Milton Sperling per la Warner Brothers tramite la Carrollton e girato nei Warner Brothers Burbank Studios a Burbank in California. Il titolo di lavorazione fu Melville Goodwin, USA. Il 6 ottobre 1955 erano stati annunciati come protagonisti Humphrey Bogart e Lauren Bacall, ma le condizioni di salute di Bogart non gli avevano consentito di interpretare il film. L'intero cast fu così modificato: Kirk Douglas e Susan Hayward rimpiazzarono la celebre coppia e, scritturati in due ruoli di supporto, Keenan Wynn e Walter Matthau furono sostituiti da Paul Stewart e Jim Backus. Fu reso noto che, durante la scena del judo, né Kirk Douglas né Susan Hayward hanno fatto ricorso a una controfigura.

## Distribuzione
Il film fu distribuito con il titolo Top Secret Affair negli Stati Uniti dal 30 gennaio 1957 al cinema dalla Warner Bros.
Alcune delle uscite internazionali sono state:
- in Svezia il 26 agosto 1957 (Generalen på drift)
- in Germania Ovest il 27 settembre 1957 (Charmant und süß - aber ein Biest)
- in Finlandia il 4 ottobre 1957 (Kenraali tuuliajolla)
- in Turchia il 21 gennaio 1959
- in Danimarca il 16 marzo 1959 (General på vulkaner)
- in Francia (Affaire ultra-secrète)
- in Spagna (Intriga femenina)
- in Brasile (Lábios Selados)
- in Jugoslavia (Strogo poverljivo)
- nel Regno Unito (Their Secret Affair)
- in Italia (Sì, signor generale)

## Promozione
La tagline è: "When she got mad she sizzled...and she was mad! Mad at the general, all of Washington, and herself!".

## Critica
Secondo il Morandini il film è generalmente fiacco e piatto e, come commedia, "insulsa e zuccherata" anche se Hayward e Douglas sembrano affiatati. Secondo Leonard Maltin il film è una "pura commedia" grazie soprattutto alla Hayward.